# Eurytoma amaranthusa
Eurytoma amaranthusa är en stekelart som beskrevs av T.C. Narendran 1994. Eurytoma amaranthusa ingår i släktet Eurytoma och familjen kragglanssteklar. Inga underarter finns listade i Catalogue of Life.